# Reinaldo Cutipa

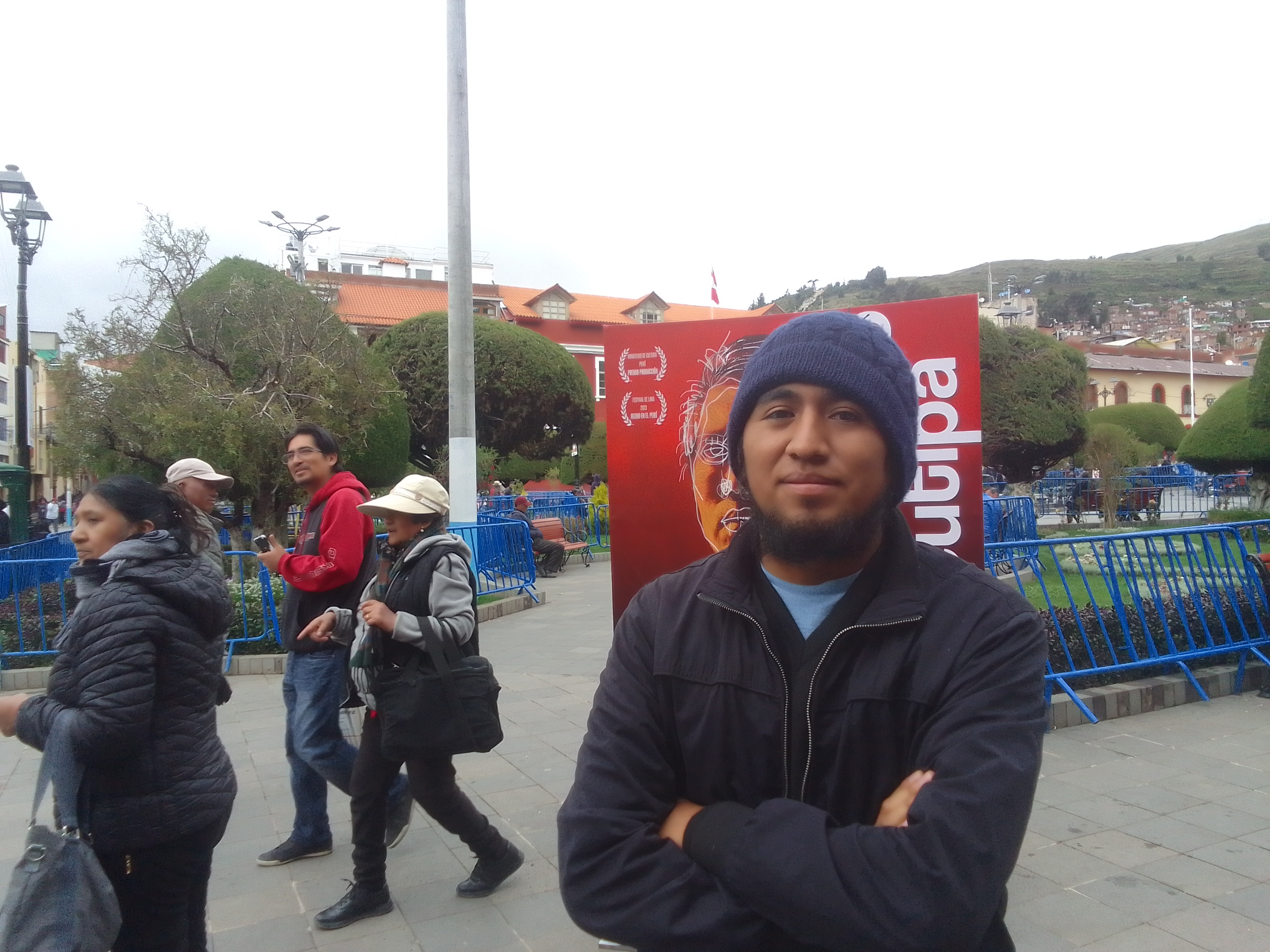
Jesús Luque Colque en la Plaza Mayor de Puno, detrás de él, el póster de Reinaldo Cutipa

Reinaldo Cutipa es una película dramática peruana de 2023 dirigida por Oscar Gonzales Apaza y escrita por Gonzales y Jaime Luna Victoria. Está protagonizada por Jesús Luque Colque, Sylvia Majo y Danitza Pilco. Se trata de Reinaldo cuya relación con su sobreprotectora madre cambiará cuando él conozca a su novia adolescente Rosaura que desea viajar a Lima.

## Sinopsis
Reinaldo Cutipa es un hombre de 30 años que vive y trabaja en una tienda de comestibles con su madre Matilde, una mujer sobreprotectora y dominante, con quien lo une un sórdido vínculo. Aunque Reinaldo quiere viajar con su novia adolescente Rosaura a Lima, Matilde se opone. En ese momento ella lo convence para que la traiga y luego trabaje con él en la tienda.

## Reparto
- Jesús Luque Colque como Reinaldo Cutipa
- Sylvia Majo como Matilde
- Danitza Pilco como Rosaura
- Amiel Cayo como Benito
- Gaby Huayhua como Adela

## Producción
La fotografía principal duró 5 semanas entre junio y julio de 2022 en Santa Lucía, Puno.

## Lanzamiento
Reinaldo Cutipa tuvo su estreno mundial el 11 de agosto de 2023, en la sección Hecho en Perú en la 27.ª edición del Festival de Cine de Lima. Se estrenó comercialmente el 22 de febrero de 2024 en cines peruanos.

## Recepción

### Taquilla
En su primer fin de semana en cartelera ocupó el puesto 20, vendiendo 3.000 boletos.

### Premios y nominaciones
| Año  | Premio / Festival                         | Categoría              | Nominado(s)        | Resultado | Ref.          |
| ---- | ----------------------------------------- | ---------------------- | ------------------ | --------- | ------------- |
| 2023 | 27.ª edición del Festival de Cine de Lima | Premio del Público     | Reinaldo Cutipa    | Nominada  | [ 13 ] [ 14 ] |
| 2024 | 15.ª edición de los Premios APRECI        | Mejor actor principal  | Jesús Luque Colque | Nominado  | [ 15 ]        |
| 2024 | 15.ª edición de los Premios APRECI        | Mejor actriz principal | Sylvia Majo        | Ganadora  | [ 15 ]        |

## Galería

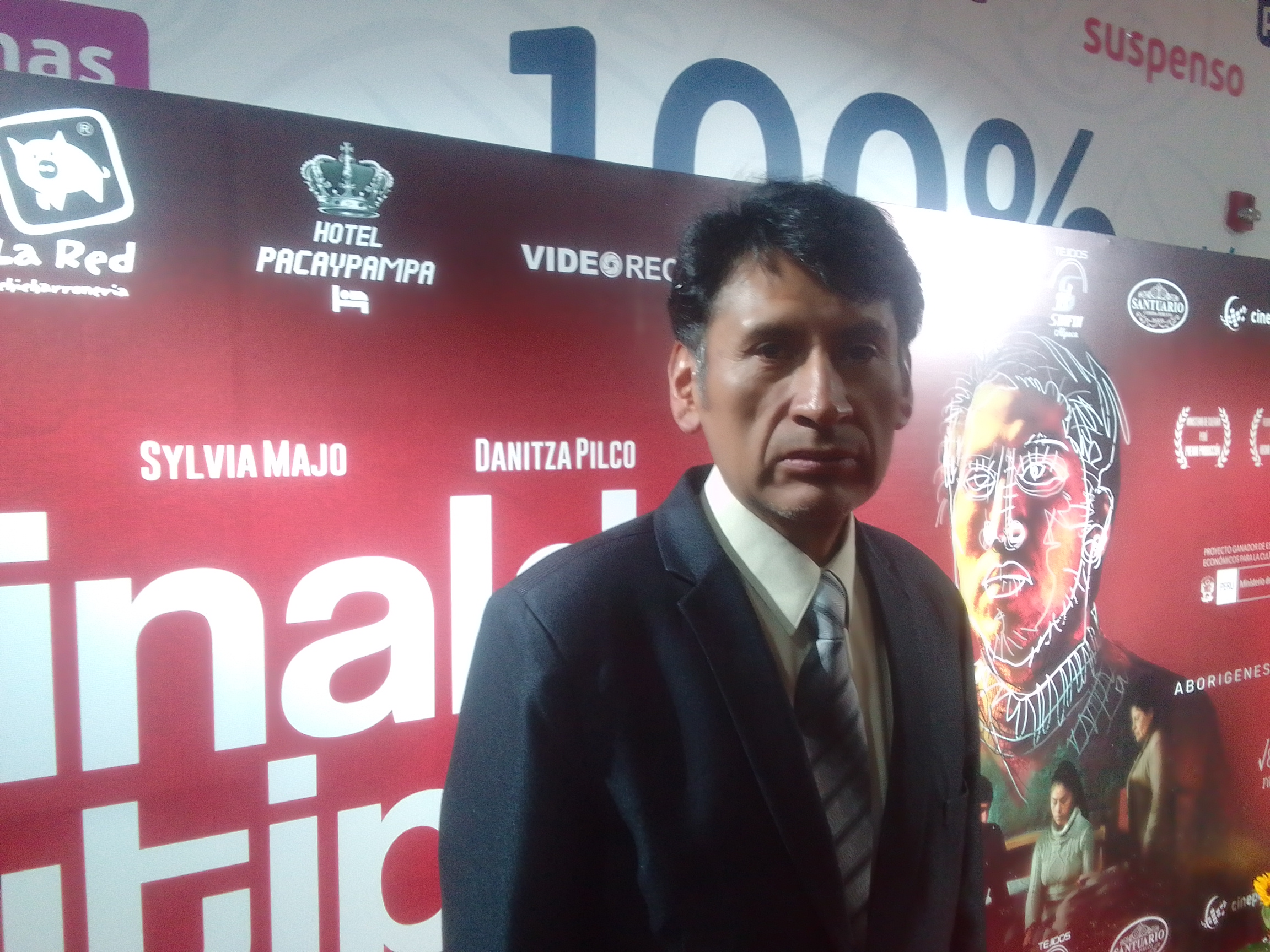
Oscar Gonzáles Apaza, actor y cineasta juliaqueño, en la Avant Premiere de su película "Reinaldo Cutipa".
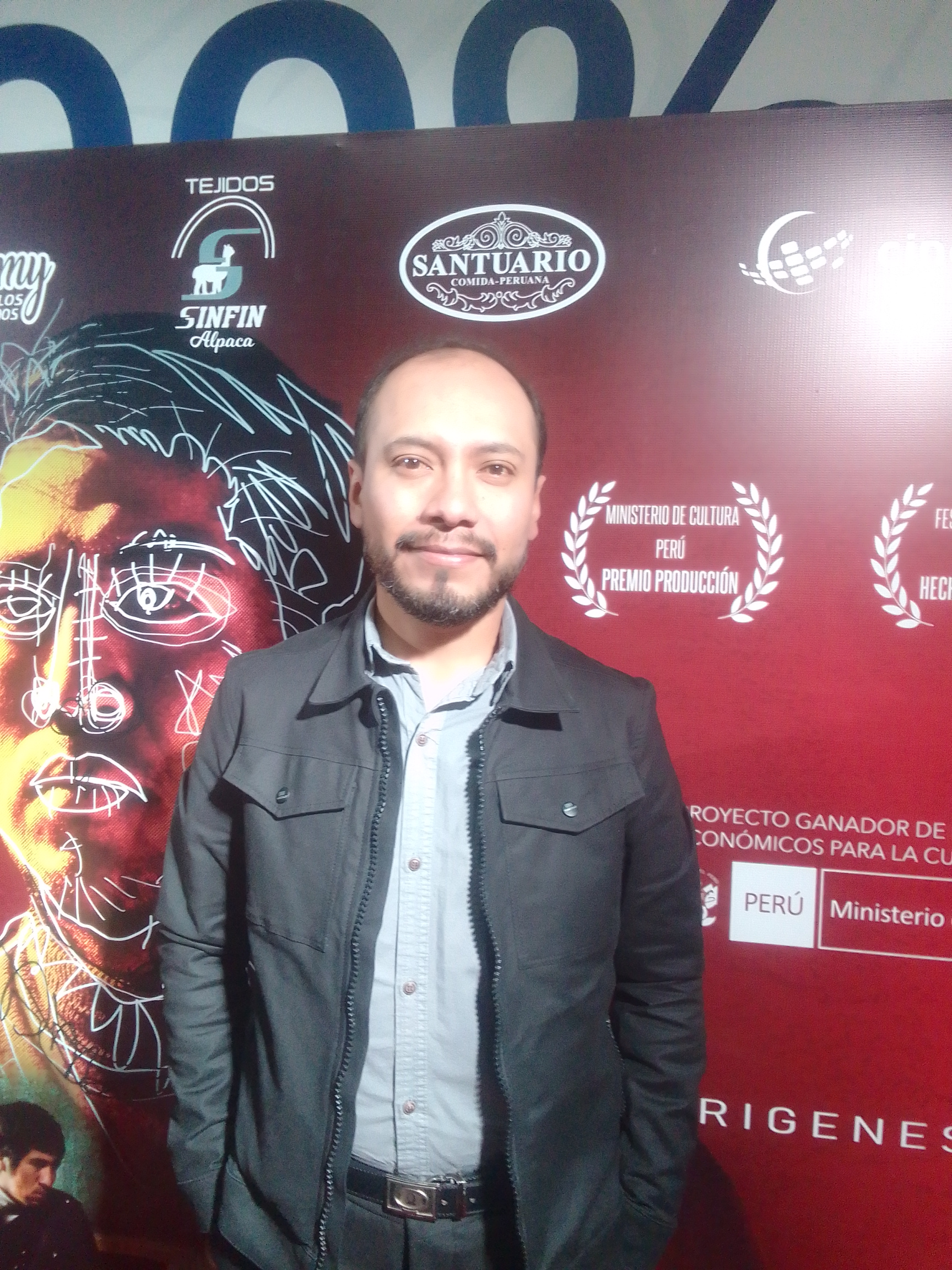
Marco Vera, realizador audiovisual.
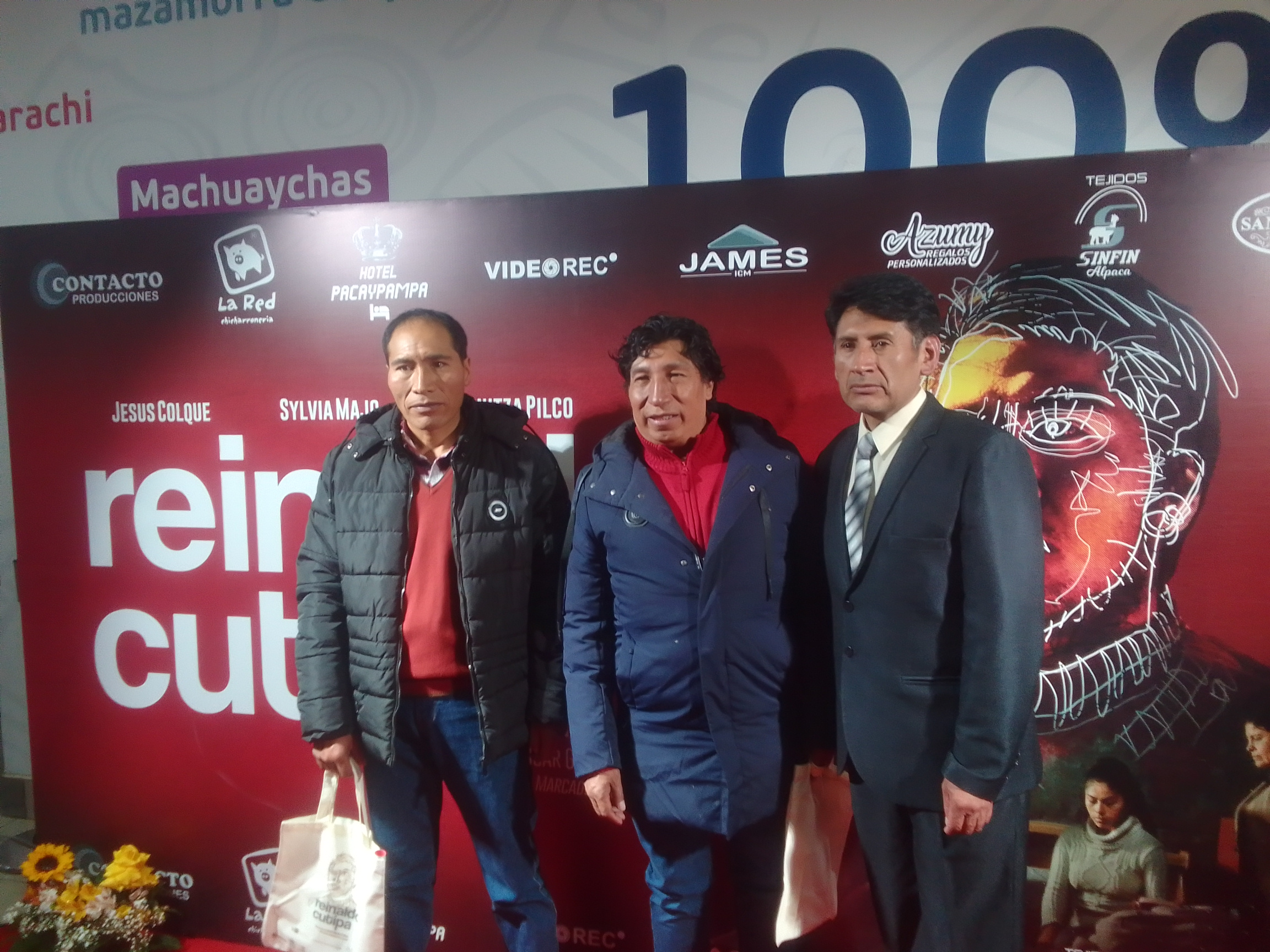
De izquierda a derecha: Tito Catacora, tío de Oscar Catacora, director de "Wiñaypacha"; Flaviano Quispe, director de "Juanito El Huerfanito" y Oscar Gonzáles Apaza, director de "Reinaldo Cutipa". Todos cineasta puneños.
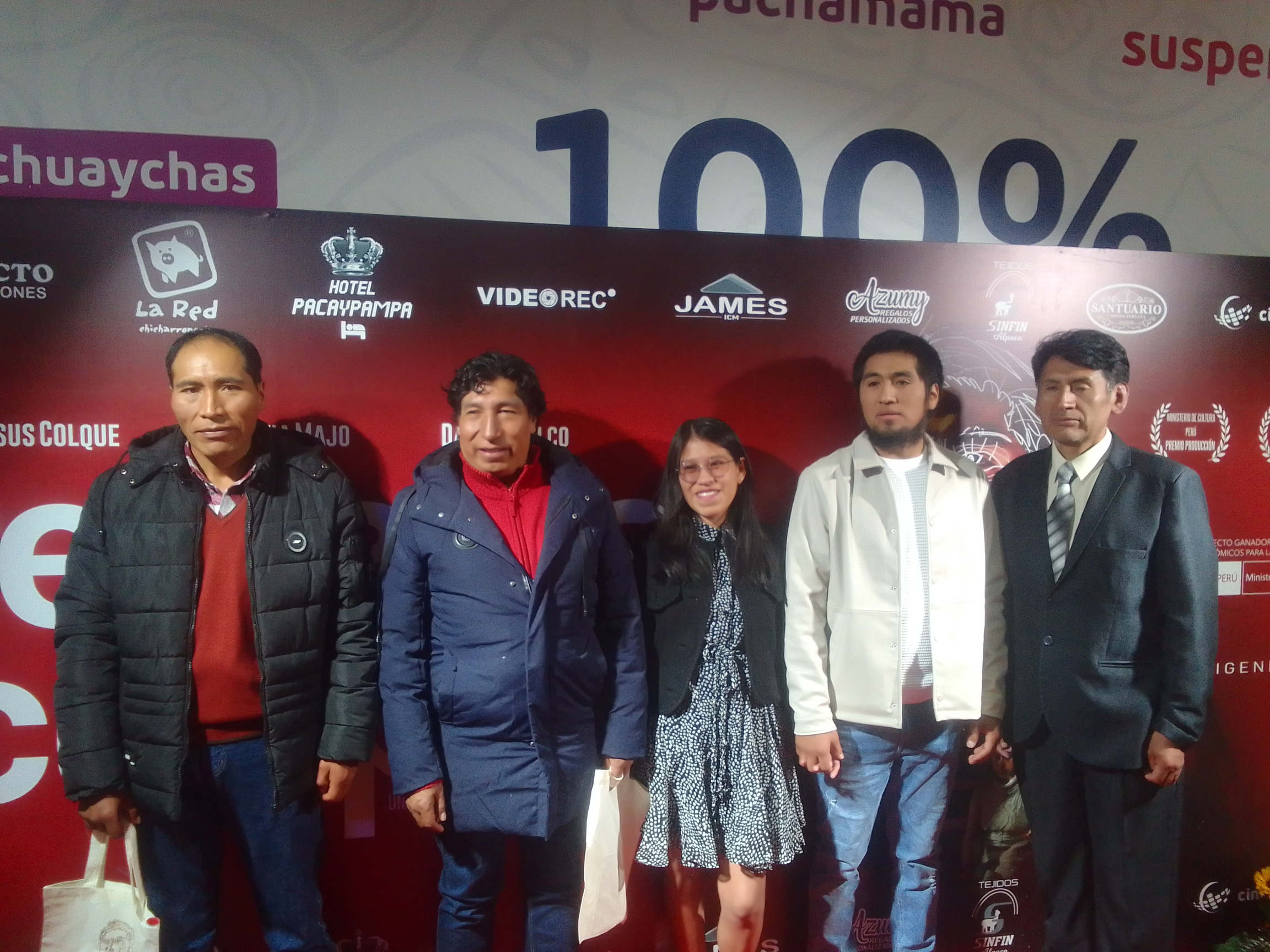
Tito Catacora; Flaviano Quispe, Jesús Luque Colque y Oscar Gonzáles Apaza en la Avant Premiere de "Reinaldo Cutipa" en la ciudad de Juliaca, Puno.